# Морской национальный исторический парк Сан-Франциско
Морской национальный исторический парк Сан-Франциско (англ. San Francisco Maritime National Historical Park) — расположен в Сан-Франциско, Калифорния, США. В состав парка входят: флот исторических кораблей, посетительский центр, морской музей и библиотека/исследовательский центр. С 1951 года парк носил название Морской Музей Сан-Франциско (англ. San Francisco Maritime Museum), но наименование поменялось в 1978 году после того, как коллекции музея были приобретены Службой национальных парков США. Сегодняшний Национальный Морской Исторический Парк Сан-Франциско был образован в 1988 году; Морской музей входит в число многих других культурных активов парка. В парк также входит Исторический район Акватик Парк, ограниченный улицами: авеню Ван-Несс, Полк-стрит и Гайд-стрит.

## Флот исторических кораблей
Исторический флот Морского национального исторического парка Сан-Франциско пришвартован у пирса улицы Гайд-стрит. Флот состоит из следующих крупных судов: 
- Балклута, корабль с прямым парусным вооружением 1886 года
- К.А. Тайер, шхуна 1895 года
- Эврика, паровой паром 1890 года
- Альма, шаландская шхуна 1891 года.
- Геркулес, паровой буксир 1907 года.
- Эпплтон Холл, гребной буксик 1914 года.

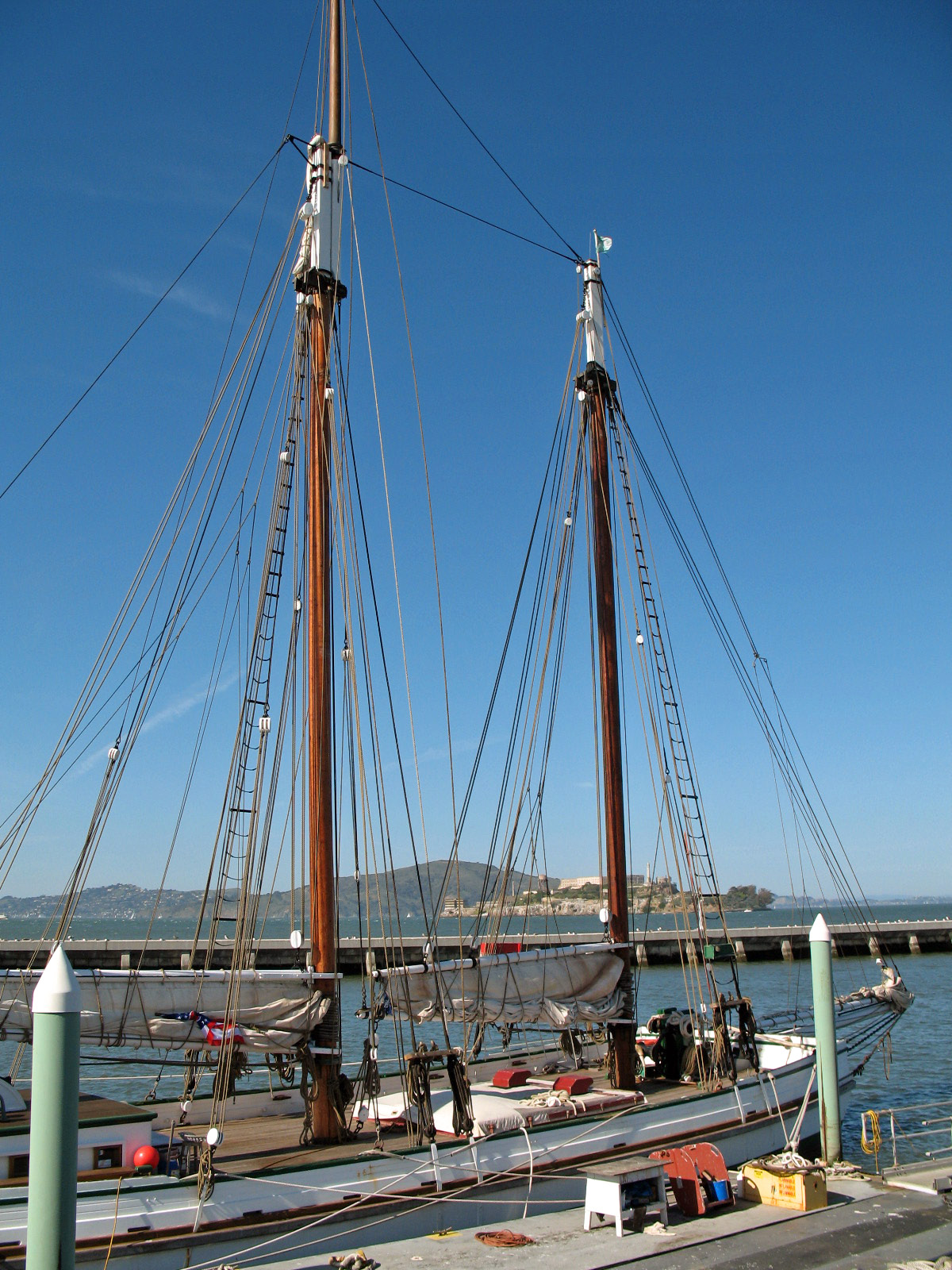
Шхуна-плашкоут Альма
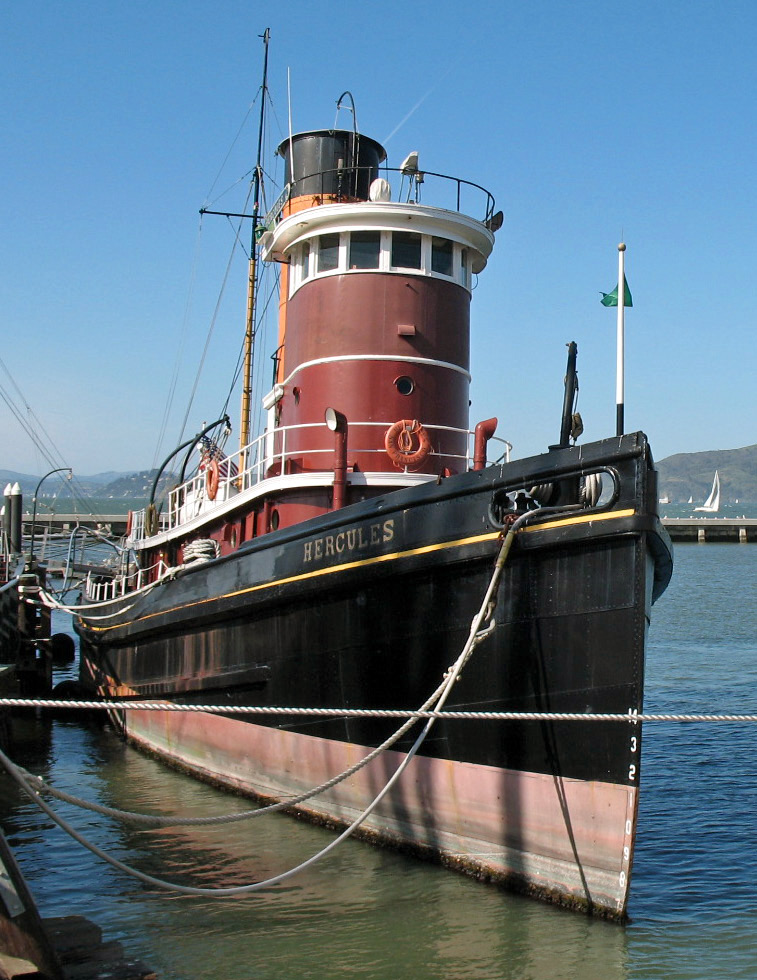
Паровой буксир Геркулес
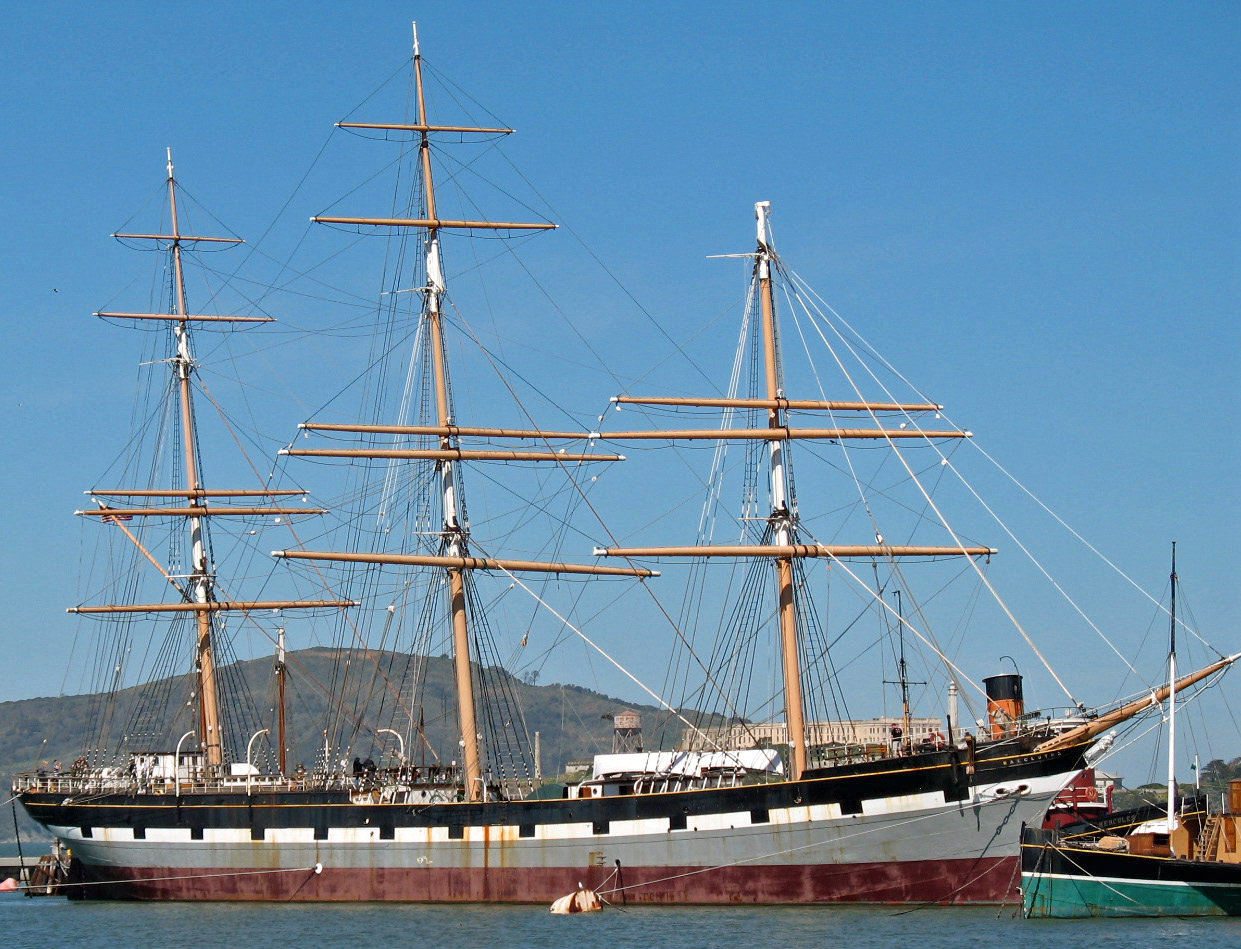
Корабль с прямым парусным вооружением Балклута
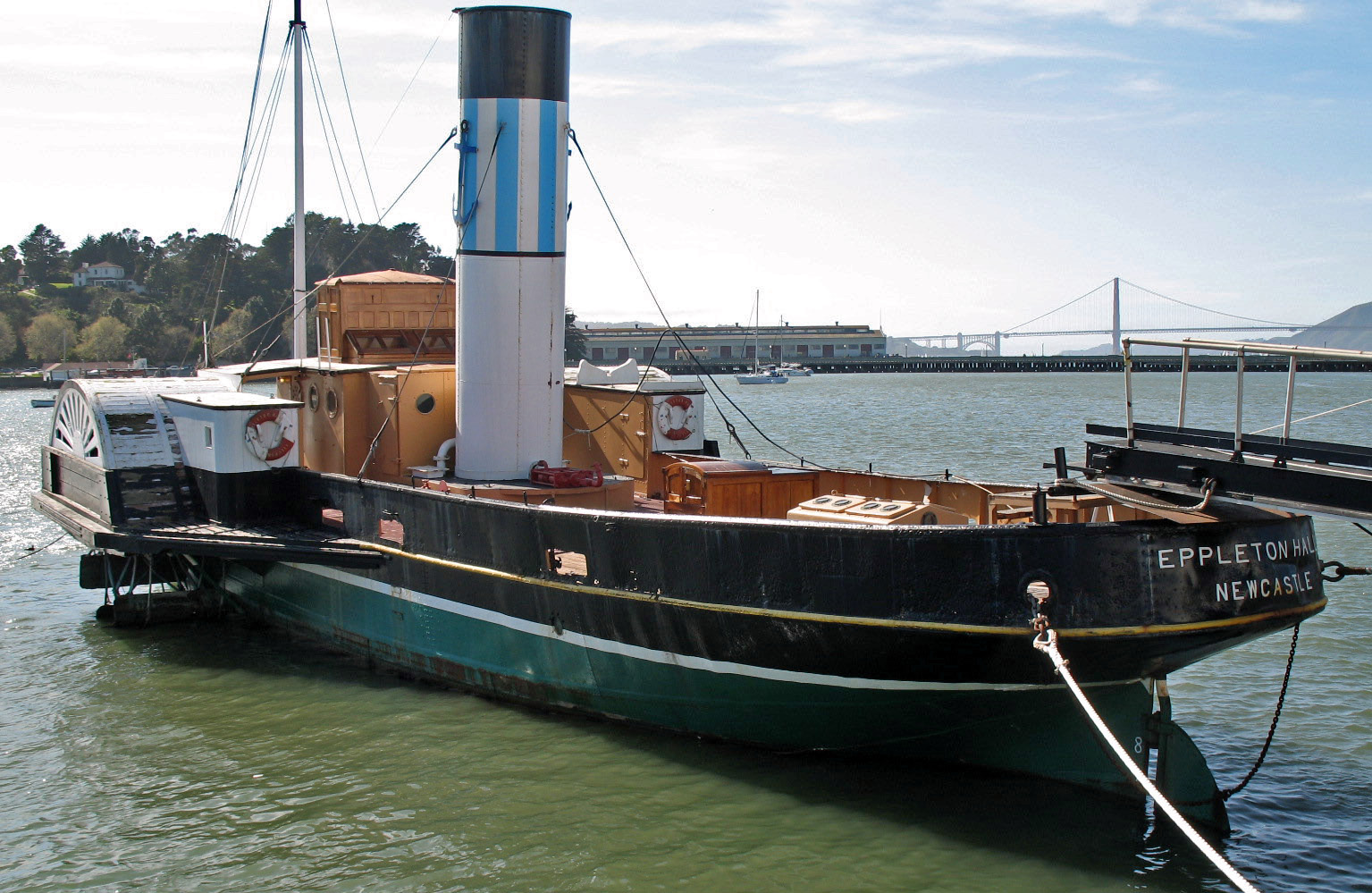
Гребной буксир Эпплтон Холл
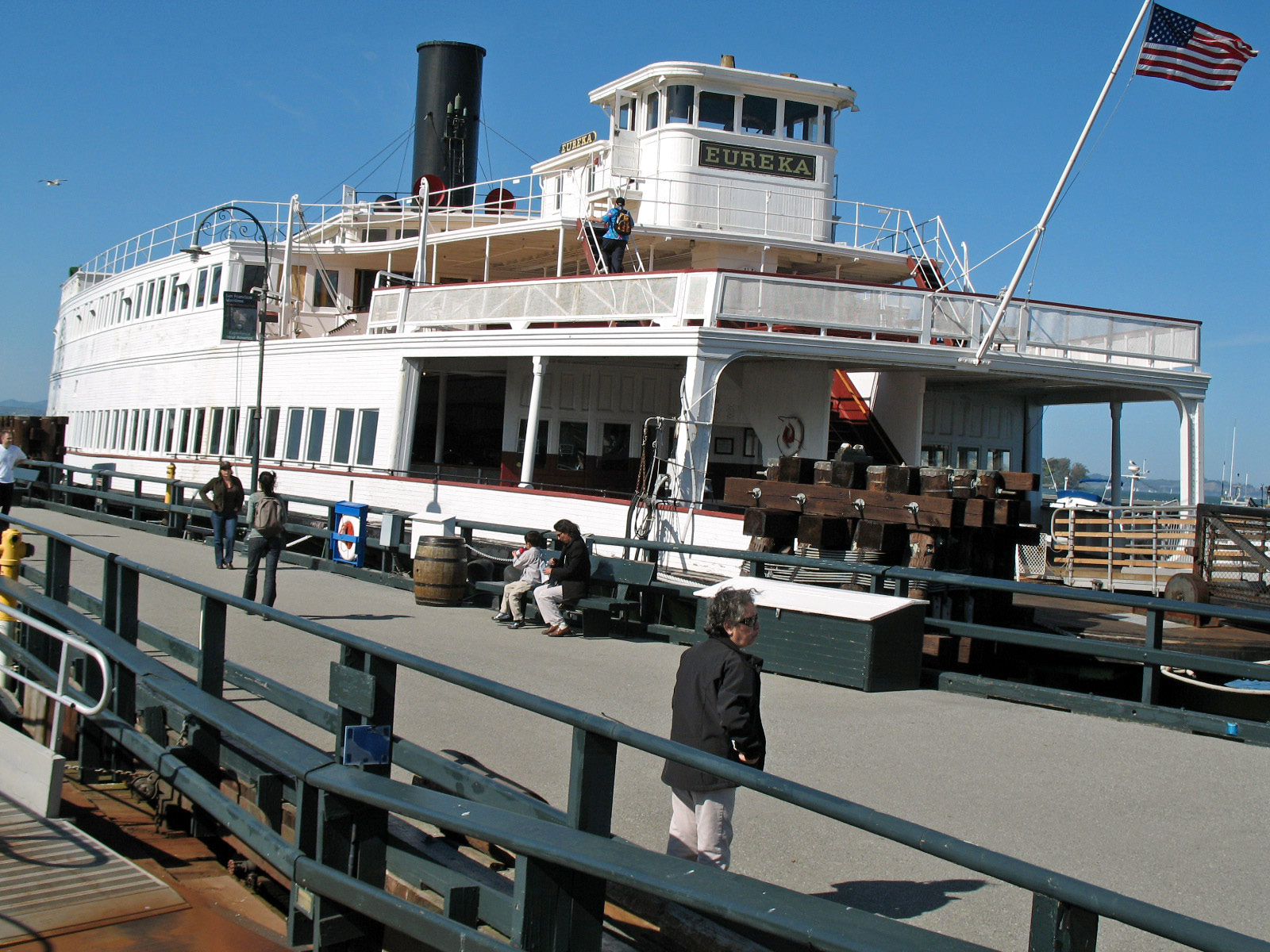
Паровой паром Эврика
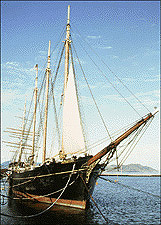
Шхуна К.А. Тайер

В состав флота также входит более сотни малых судов.  

## Посетительский центр
Посетительский центр расположен в прибрежном складе парка, построенном в 1909 году и расположенном на углу улиц Гайд-стрит и Джефферсон-стрит. В 1974 году городские власти Сан-Франциско объявили четырехэтажное кирпичное строение исторической достопримечательностью, а в 1975 году здание было внесено в Национальный реестр исторических мест США. Внутри здания экспонаты, в число которых входят первоклассные линзы маяка и потерпевшее кораблекрушение судно, рассказывают историю красочного и разнообразного морского наследия Сан-Франциско. Также в посетительском центре находится театр и информационное бюро, укомплектованное рейнджерами.  

## Морской музей

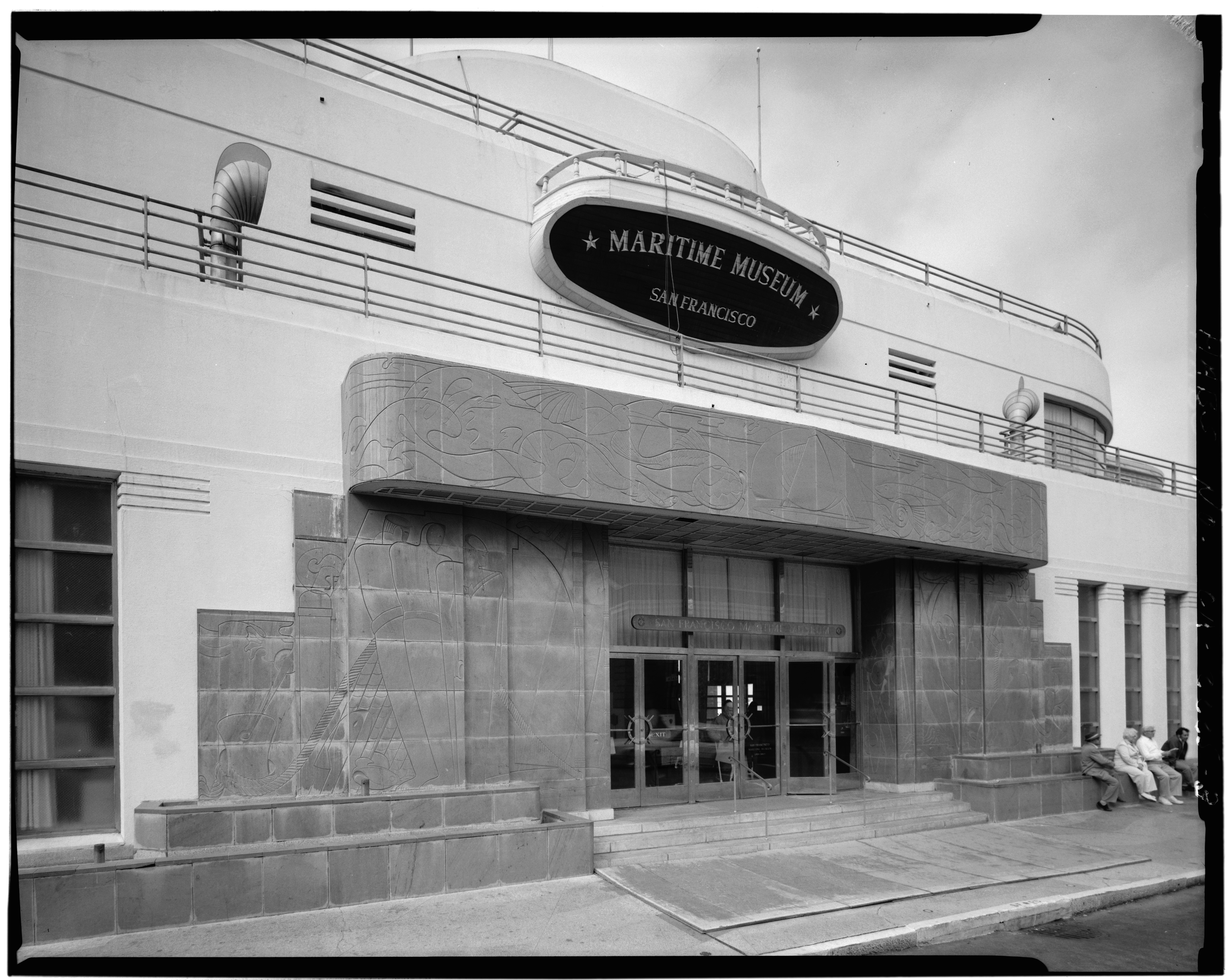
Купальня Аквапарка

Морской музей до недавнего времени находился в здании, построенном в стиле обтекаемого модерна (позднее этот стиль стал называться Ар-Деко), являющемся главным украшением исторического района Акватик Парк — Национальной исторической достопримечательности США. Здание расположено у подножия улицы Полк-Стрит и в минуте ходьбы от посетительского центра и Пирса улицы Гайд-стрит. Строительство здания началось в 1936 году агентством “Управления промышленно-строительными работами общественного назначения”. Первоначально оно предназначалось для размещения общественных купален, и поэтому его интерьер украшен фантастическими и красочными картинами монументальной живописи. Главными художником и колористом был Хайлари Хилером, а архитекторами строения были Уильям Мозер-младший и Уильям Мозер III.  

## Морской исследовательский центр
Морской исследовательский центр — это главный ресурс истории мореплавания города Сан-Франциско и Тихоокеанского побережья. Зародившиеся в 1939 году коллекции стали самой большой коллекцией западного побережья и самым большим музеем и исследовательской коллекцией Службы национальных парков США. 
Коллекции включают более чем: 
- 35 000 опубликованных работ, охватывающих более 74,000 предметов и артефактов
- 500 000 фотографий
- 7 000 архивных и рукописных коллекций
- 150 000 чертежей военно-морской архитектуры и морской инженерии
- 3 000 карт и схем
- 150 000 футов кино и видео пленки
- 6 000 исторических археологических артефактов
- 2 500 произведений народного и изобразительного искусства
- 40 000 исторических объектов
- 100 малых судов
- 50 000 эфемерных артефактов
- 600 устных рассказов и аудиозаписей

## Поддерживающие ассоциации
Парк поддерживается несколькими Кооперативными ассоциациями. Одной из которых является Ассоциация Морского национального парка Сан-Франциско.  

## Месторасположение и доступ
Посетительский центр, Пирс улицы Гайд-стрит и Морской музей расположены рядом c друг другом у подножия улицы Гайд-стрит в западном конце района Фишерманс Уорф. Штаб-квартира парка и Морской исследовательский Центр расположены на территории форта Мэйсон, в 10 минутах ходьбы в западном направлении от объектов, указанных выше. Пляж и конечная остановка канатного трамвая Сан-Франциско — Гайд-стрит находятся в непосредственной близости от главного месторасположения объектов, в то время как конечная остановка Джонс-стрит, принадлежащая историческому трамвайному пути «Ф Маркет», расположена в 5-и минутах ходьбы на восток.

### Плавание на открытой воде
Акватик Парк является популярным местом для плавания на открытой воде, подходящим как для отдыха, так и для тренировок. В нем расположены Гребной клуб Саут-Энд и Клуб Дельфин.

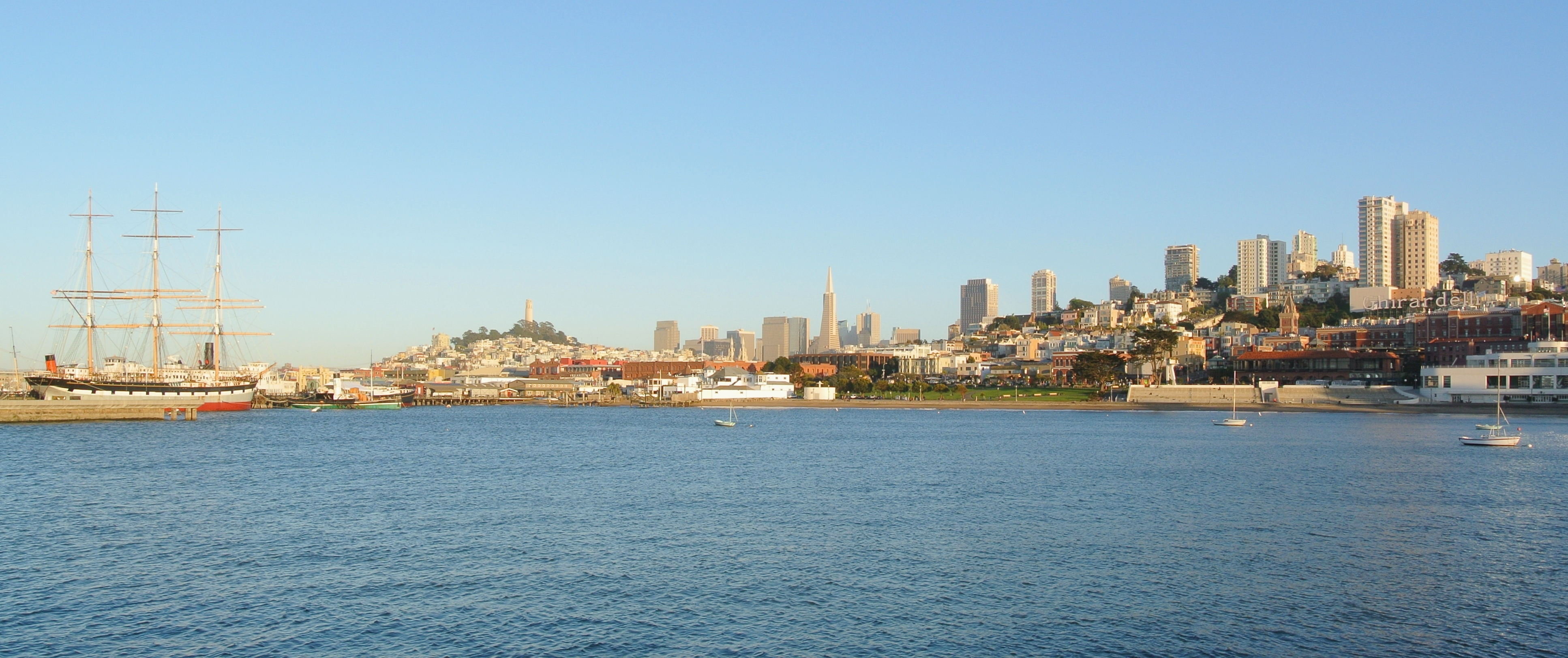
Слева направо: Морской национальный исторический парк Сан-Франциско, Телеграфный холм и башня Койт, Фишерманс Уорф, Даунтаун Сан-Франциско, Русский холм и исторический район Акватик Парк.

## Внешние ссылки
- Официальный веб-сайт Морского Национального Исторического Парка Сан-Франциско
- Клуб Дельфин Сан-Франциско — клуб плавания в заливе, находящийся в парке Акватик-Парк.| Ссылки на внешние ресурсы     | Ссылки на внешние ресурсы                                                                                                                           |
| ----------------------------- | --- |
| В социальных сетях            | - X - X - Facebook - Instagram |
| Фото, видео и аудио           | - YouTube |
| В библиографических каталогах | - ISNI: 0000000404266340 - J9U: 987007547660505171, 987007530959505171 - LCCN: n92069770, sh2009007097 - VIAF: 144391621 - WorldCat VIAF: 144391621 |